# 藤居秀男
藤居 秀男（ふじい ひでお）は、日本の建築家。
1961年、福永満八建築設計事務所に勤務し、1964年、日本大学理工学部建築学科卒業。  
1965年からは安田臣建築設計事務所で従事し、1969年に藤居設計事務所を設立。
1973年から1983年と1990年から、日本大学理工学部建築学科で非常勤講師をつとめる。建設省告示・丸太組構法技術基準・同解説ではワーキンググループ委員、公共建築協会「木造建築工事共通仕様書」制定委員会で作成委員をつとめた。 
森林総合活性化センターで1996年日経BP技術賞(建設部門・建築)、1997年林野庁長官賞(優良木造施設推奨審査)。「宇都宮相生地区第一種市街地再開発事業施設建築物・宇都宮パルコ」 で1997年、栃木県マロニエ建築賞を、北摂三田・木造3階建住宅群で2002年　日本建築仕上学会賞作品賞を受賞。宇都宮パルコお祭り広場で平成9年度まちづくり月間建設大臣表彰。佐多町・森林総合活性化センター「さたでいホール」で1996年　日経BP技術賞(建設部門・建築)、平成8年度優良木造施設推奨審査林野庁長官賞を受賞。 